# Gina Grain
Gina Grain (ur. 16 czerwca 1974 w Lachine) – kanadyjska kolarka torowa i szosowa, srebrna medalistka mistrzostw świata w kolarstwie torowym.

## Kariera
Pierwszy sukces Gina Grain osiągnęła w 1999 roku, kiedy zajęła drugie miejsce w jednym z etapów amerykańskiego szosowego wyścigu Tour de Toona. Na rozgrywanych trzy lata później panamerykańskich mistrzostwach w kolarstwie w Mar del Plata wywalczyła brązowy medal w scratchu. Jeszcze lepiej wypadła na mistrzostwach świata w Bordeaux w 2006 roku, gdzie w tej samej konkurencji była druga, ulegając tylko Maríi Luisie Calle z Kolumbii. W 2007 roku zdobyła brązowy medal w szosowym wyścigu ze startu wspólnego na igrzyskach panamerykańskich w Rio de Janeiro, a rok później zajęła dziewiąte miejsce w wyścig punktowym podczas igrzysk olimpijskich w Pekinie. Również w 2007 roku została mistrzynią kraju w kolarstwie szosowym, w 2008 roku była wicemistrzynią kraju w wyścig punktowym, a w 2009 roku była druga w szosowych mistrzostwach Kanady.